# Louis-Léopold Boilly
Louis-Léopold Boilly, född 5 juli 1761 i La Bassée, död 4 januari 1845 i Paris, var en fransk målare. Han var far till Julien Léopold Boilly.

## Biografi
Boilly, som var lärjunge till Jacques-Louis David, målade galanta ämnen för kopparstickare och små porträtt i stor mängd under franska revolutionen samt en mängd senare kulturhistoriskt intressanta sede- och genrebilder. Han var i sina oljemålningar, akvareller och teckningar en representant för vardagsgenren i en tid, då denna konstart inte stod i högt anseende. Hans många bilder ur livet i Paris under revolutionen och kejsardömet har större kulturhistoriskt än rent måleriskt intresse. 
Bland Boillys framställningar ur Parislivet är dels rena kostymbilder – damer på promenad och dylikt – dels gatubilder, sådana som Tidningsförsäljaren, Marionetteatern, Utanförteatern vid en gratisföreställning, Utdelning av vin och födoämnen i Champs-Élysées, Port Royal 1800, Rekryternas avtåg (de två sista i Musée Carnevalet i Paris), eller interiörer av kaféer och cabareter, dels skildrar han tilldragelser ur sin tids historia, som Garats arrestering eller Marat buren i triumf, museet i Lille). Även i porträtt och grupper ger Boilly trogna spegelbilder av sin tids parisiske småborgare. Hans porträtt uppgår till omkring 5 000. I Musée Carnevalet finns porträtten av Maximilien de Robespierre och Camille Desmoulins.